# Моисей Бониак Ботарель
Моисей (Мозес, Моше) Ботарель (или Бониак Ботарел из Сиснероса; англ. Moses Bonyak Botarel of Cisneros; рубеж XIV и XV вв.) — испанский раввин-каббалист и учёный; самопровозглашённый мессия.

## Деятельность
Моисей Ботарель жил в Сиснеросе на рубеже XIV и XV вв. Он был учеником Якова Сефарди (англ. Jacob Sefardi the Spaniard), обучившего его каббале. Также изучал медицину и философию; последнюю считал божественным знанием, которое учит тому же, что и каббала, употребляя лишь иной язык и иные термины для обозначения тех же самых понятий.
Ботарель прославлял Аристотеля как мудреца, применяя к нему талмудическое изречение «мудрец лучше пророка», и осуждал современников за равнодушное отношение к божественной науке — философии. Но, несмотря на свое благоговение к философии, Ботарель верил в действительное влияние амулетов и камей, говорил, что мог комбинировать имена Бога для практических целей.
Он верил также или скорее старался уверить других, что к нему явился пророк Илия и назначил его Мессией. В этой роли он разослал раввинам циркулярное письмо, в котором уверял, что в состоянии разрешить все трудные, сомнительные и запутанные вопросы, и просил обращаться к нему (это письмо напечатано Дукесом в «Orient. Lit.», 1850, стр. 825). О себе самом он говорил в этом письме как о знаменитом, выдающемся раввине, святом и благочестивейшем из благочестивых. Многие верили в его чудеса, в том числе и философ Хасдаи Крескас.
Моисей Ботарель присутствовал на диспуте в Тортозе (1413—1414); полагают, что его перу принадлежит полемическая статья против Иеронима де Санта-Фэ.
По просьбе христианского учёного маэстро Хуана он в 1409 г. написал комментарий к «Сефер Иецира». Во введении он извинялся за то, что разоблачил божественные тайны этой книги христианину и в своё оправдание ссылался на изречение мудрецов, что нееврей, изучающий Тору, равен первосвященнику. В своём комментарии он цитирует древние каббалистические произведения, в том числе такие, которые он приписывает древнейшим авторитетам, как, например, аморе раввину Аши. Он не цитирует «Зогара». Комментарий Моисея Ботареля на «Сефер Иецира» был напечатан в Мантуе в 1562 г. с текстом и другими комментариями и затем многократно переиздавался.